# Cat Chaser
Cat Chaser (El cazador de gatos) es una película del año 1989, dirigida por Abel Ferrara y protagonizada por Peter Weller y Kelly McGillis, basada en la novela homónima publicada en 1982 por Elmore Leonard. El guion fue escrito por el propio Elmore Leonard y James Borelli.
La filmación no fue una experiencia grata para McGillis, quien luego de esta película no apareció en ningún film importante de Hollywood durante más de una década. En 2001 dijo: «Fue la experiencia más horrible de mi vida, y me dije: "Si el actuar es esto, entonces no seré actriz". El último día de filmación fui donde Abel, y le pregunté: "¿Hemos acabado?", y él dijo: "Sí". Después me fui a mi caravana y me rasuré la cabeza. Me dije: "Maldita sea, nunca más volveré a actuar."»
La película fue lanzada en VHS en Estados Unidos en 1991 por Vestron Video y en el Reino Unido en 1994 por '4 Front'; así como en DVD en 2003 por Lion's Gate/Artisan para Estados Unidos, y lanzada en el Reino Unido en 2004 por Arrow Films. La versión en DVD de Lion's Gate presenta a Weller y McGillis en la portada, con las palabras: "Passion. Greed. Murder. Tonight They Pay.", con la historia publicitada como un thriller erótico.

## Historia
George Moran es un exsoldado del ejército norteamericano y veterano de la intervención norteamericana en República Dominicana, ocurrida en el año 1965. Moran es propietario de un pequeño motel, ubicado frente a las playas de Miami. Mientras está buscando a una mujer dominicana llamada Luci Palma, la cual salvó su vida en 1965 (y le puso a Moran el apodo de "Cat Chaser"), él comienza una relación con Mari DeBoya, la millonaria e infeliz esposa de un exgeneral dominicano exiliado, que continúa usando métodos sádicos para obtener lo que desea.
Moran se ve involucrado en una trama por su excompañero del ejército Nolen Tyner y el expolicía de Nueva York, Jiggs Scully, para engañar al general. Moran debe eludir varias situaciones para lograr obtener la libertad de Mary, y quedarse con $2 millones del dinero del general.
La película se rodó en San Juan (Puerto Rico) y Florida.

## Reparto
- Peter Weller como George Moran.
- Kelly McGillis como Mary DeBoya.
- Charles Durning como Jiggs Scully.
- Frederic Forrest como Nolen Tyner.
- Tomás Milián como Andres DeBoya.
- Maria M. Ruperto como Luci Palma.
- Juan Fernández de Alarcon como Rafi.
- Phil Leeds como Jerry Shea

## Críticas
La película recibió diferentes críticas. Variety escribió: «A pesar de su buen reparto y la atmósfera creada por Abel Ferrara, la película no tiene mucho nivel, aunque vale la pena verla.» Entertainment Weekly la definió como «barrocamente inferior» y dijo que falló en ser una película con algún sentido. The Roanoke Times escribió: «A pesar de algunos fallos serios, Cat Chaser es una de las mejores adaptaciones al cine de una novela de Elmore Leonard». Weller fue criticado debido a su "floja actuación" por Mick Martin y Marsha Porter en The Video Movie Guide 1995.

## Premios y nominaciones
Cat Chaser fue nominada como Mejor Película en el Mystfest en 1989.